# Uma exsul
Espèce
Statut de conservation UICN

 EN B2ab(iii) : En danger
Uma exsul est une espèce de sauriens de la famille des Phrynosomatidae.

## Répartition
Cette espèce est endémique du Coahuila au Mexique.

## Description
L'holotype de Uma exsul mesure 78 mm, queue non comprise. Cette espèce terrestre vit exclusivement dans les dunes de sable.

## Publication originale
- Schmidt & Bogert, 1947 : A new fringe-footed sand lizard from Coahuila, Mexico. American Museum Novitates, no 1339, p. 1-9 (texte intégral).